# Alfred Caicedo
Alfred Caicedo (n. Esmeraldas, Ecuador; 10 de septiembre de 2004) es un futbolista ecuatoriano. Juega como defensa y su equipo actual es el Cádiz Club de Fútbol de la Segunda División de España.

## Trayectoria
Alfred realizó las formativas en clubes como Clan Juvenil y Club Sport Norte América. Fue fichado en 2021 por Sociedad Deportiva Aucas donde llegó a debutar en la Serie A de Ecuador, en total con el equipo oriental jugó 11 partidos y aportó con una asistencia.
El 4 de enero de 2023 se anunció su transferencia al K. R. C. Genk de la Primera División de Bélgica, firmando un contrato hasta junio de 2027. El club lo cedió al equipo filial, el Jong Genk de la Segunda División en su primera temporada.
El 5 de julio de 2025 fue confirmada su cesión al Cádiz Club de Fútbol, equipo de la Segunda División de España por una temporada con opción de compra.

## Selección nacional

### Selecciones juveniles
Fue parte de varios microciclos con la selección sub-20 y jugó tres partidos amistosos en 2022 como preparación para el Campeonato Sudamericano Sub-20 de 2023 en Colombia.

## Estadísticas

### Clubes
Actualizado al último partido disputado el 21 de febrero de 2025.
| Club                 | Div.          | Temporada     | Liga  | Liga  | Liga   | Copas nacionales | Copas nacionales | Copas nacionales | Copas internacionales | Copas internacionales | Copas internacionales | Total | Total | Total  |
| Club                 | Div.          | Temporada     | Part. | Goles | Asist. | Part.            | Goles            | Asist.           | Part.                 | Goles                 | Asist.                | Part. | Goles | Asist. |
| -------------------- | ------------- | ------------- | ----- | ----- | ------ | ---------------- | ---------------- | ---------------- | --------------------- | --------------------- | --------------------- | ----- | ----- | ------ |
| Aucas · Ecuador      | 1.ª           | 2021          | 11    | 0     | 1      | —                | —                | —                | —                     | —                     | —                     | 11    | 0     | 1      |
| Aucas · Ecuador      | 1.ª           | 2022          | 0     | 0     | 0      | —                | —                | —                | —                     | —                     | —                     | 0     | 0     | 0      |
| Aucas · Ecuador      | Total club    | Total club    | 11    | 0     | 1      | 0                | 0                | 0                | 0                     | 0                     | 0                     | 11    | 0     | 1      |
| Jong Genk · Bélgica  | 2.ª           | 2022-23       | 8     | 0     | 0      | 0                | 0                | 0                | 0                     | 0                     | 0                     | 8     | 0     | 0      |
| Jong Genk · Bélgica  | 2.ª           | 2023-24       | 24    | 0     | 1      | 0                | 0                | 0                | 0                     | 0                     | 0                     | 24    | 0     | 1      |
| Jong Genk · Bélgica  | 2.ª           | 2024-25       | 11    | 0     | 0      | 0                | 0                | 0                | 0                     | 0                     | 0                     | 11    | 0     | 0      |
| Jong Genk · Bélgica  | Total club    | Total club    | 43    | 0     | 1      | 0                | 0                | 0                | 0                     | 0                     | 0                     | 43    | 0     | 1      |
| Cádiz C. F. · España | 2.ª           | 2025-26       | 0     | 0     | 0      | 0                | 0                | 0                | —                     | —                     | —                     | 0     | 0     | 0      |
| Cádiz C. F. · España | Total club    | Total club    | 0     | 0     | 0      | 0                | 0                | 0                | 0                     | 0                     | 0                     | 0     | 0     | 0      |
| Total carrera        | Total carrera | Total carrera | 54    | 0     | 2      | 0                | 0                | 0                | 0                     | 0                     | 0                     | 54    | 0     | 2      |